# Santiago Condorí
Héctor Santiago Condorí (San Miguel de Tucumán, Tucumán, 10 de mayo de 1983) es un exfutbolista argentino que jugaba como volante.

## Trayectoria

### Atlético Tucumán
Condorí debutó con la camiseta de Atlético Tucumán en el año 2001. Jugó en el decano hasta el 2007.

### Sportivo Patria
Para la temporada 2007/08 se mudó a Formosa y se sumó a Sportivo Patria. En el equipo formoseño disputó una temporada.

### Atlético Concepción
En 2008 volvió a Tucumán, para jugar en Atlético Concepción.

### Altos Hornos Zapla
En 2011 se mudó a Jujuy y se unió a Altos Hornos Zapla.

### Villa Cubas
En 2012 pasó a Villa Cubas. Jugó en el equipo catamarqueño hasta el 2014.

### Sportivo Guzmán
En 2015 llegó a Sportivo Guzmán. En 2022 se coronó campeón de la Liga Tucumana y se retiró del fútbol.

## Clubes
| Club                | País      |
| ------------------- | --------- |
| Atlético Tucumán    | Argentina |
| Sportivo Patria     | Argentina |
| Atlético Concepción | Argentina |
| Altos Hornos Zapla  | Argentina |
| Villa Cubas         | Argentina |
| Sportivo Guzmán     | Argentina |

## Palmarés
| Título        | Equipo          | País      | Año  |
| ------------- | --------------- | --------- | ---- |
| Liga Tucumana | Sportivo Guzmán | Argentina | 2022 |